# Clan Kagawa
Le clan Kagawa (香川氏) est un clan japonais mineur de la période Sengoku. Il possède des liens très étroits avec le puissant clan Chōsokabe. Cependant, après le déclin du clan Chōsokabe à la suite des rébellions de celui-ci face au shogunat Tokugawa au cours de l'époque d'Edo, le clan Kagawa disparaît.

## Source de la traduction
- (en) Cet article est partiellement ou en totalité issu de l’article de Wikipédia en anglais intitulé « Kagawa clan » (voir la liste des auteurs).